# Jan Svatoš (lyžař)
Jan Svatoš (7. února 1910) byl československý lyžař-běžec na lyžích.

## Sportovní kariéra
Na IV. ZOH v Garmisch-Partenkirchen 1936 skončil v běhu na lyžích na 50 km na 15. místě. Závodil za Sněhaři Domažlice, Slávii VŠ Plzeň.